# Bob Feller
Robert William Andrew Feller, soprannominato "The Heater from Van Meter", "Bullet Bob" e "Rapid Robert" (Van Meter, 3 novembre 1918 – Cleveland, 15 dicembre 2010), è stato un giocatore di baseball statunitense di ruolo lanciatore che ha giocato per tutta la carriera con i Cleveland Indians della Major League Baseball (MLB). È stato introdotto nella National Baseball Hall of Fame nel 1962 al suo primo anno di eleggibilità.

## Carriera
Feller giocò con i Cleveland Indians dal 1936 al 1941 e poi dal 1945 al 1956, fermandosi per quattro anni di servizio nella Marina durante la Seconda guerra mondiale. Un talento precoce che non ebbe bisogno di passare attraverso le minor league, iniziò a giocare come professionista all'età di 17 anni. Fu il primo lanciatore ad ottenere 24 vittorie in una stagione prima di compiere 21 anni. Nel corso della sua carriera lanciò tre no-hitter, nel 1940, 1946 e 1951 e 12 one-hitter, entrambi record MLB al momento dei ritiro. Contribuì alla vittoria degli Indians nelle World Series nel 1948 e a un record dell'American League di 111 vittorie nel 1954. Feller guidò la AL in vittorie per sei volte  e in strikeout per sette. Nel 1946 fece registrare 348 strikeout, una cifra che non venne più raggiunta per 19 anni. Convocato per otto All-Star Game, nel 1999 The Sporting News lo inserì al 36º posto nella classifica dei migliori cento giocatori di tutti i tempi.
L'Hall of Famer Ted Williams definì Feller "il migliore e più veloce lanciatore che abbia visto durante la mia carriera." Un altro membro della Hall of Fame come Stan Musial lo descrisse come "probabilmente il miglior lanciatore della nostra epoca." Quando fu introdotto nella Baseball Hall of Fame, la sua percentuale di voti positivi era la quarta di tutti i tempi.
Fu membro della Massoneria.

## Palmarès

### Club
- World Series: 1

Cleveland Indians: 1948

### Individuale
- MLB All-Star:

1938–1941, 1946–1948, 1950
- Tripla corona

1940
- Leader dell'American League in vittorie: 6

1939–1941, 1946–1947, 1951
- Leader dell'American League in media PGL: 1

1940
- Leader della MLB in strikeout: 7

1938–1941, 1946–1948
- Numero 19 ritirato dai Cleveland Indians